# La Pêche
La Pêche è un comune del Canada, situato nella provincia del Québec, nella regione di Outaouais.